# Guy Teissier

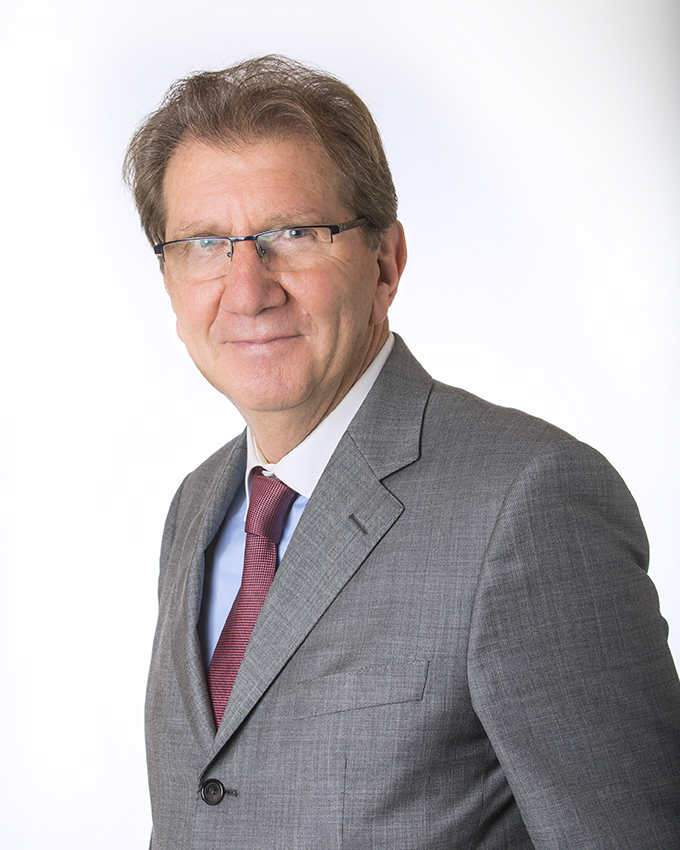
Guy Teissier (2014)

Guy Teissier (* 4. April 1945 in Marseille) ist ein französischer Politiker (UDF-PR, DL, UMP, LR). Er war von Juni bis November 1988 sowie von 1993 bis 2022 Abgeordneter der Nationalversammlung.

## Politischer Werdegang
In seiner Jugend gehörte Teissier der rechtsextremen Bewegung Occident an, an der auch Politiker wie Alain Madelin und Gérard Longuet teilnahmen.
Nach seinem Jurastudium wurde Teissier zunächst Notarassessor. Mitte der 1970er-Jahre war er Mitglied des Zentralkomitees der ebenfalls rechtsextremen Parti des Forces Nouvelles. 1978 wechselte er jedoch (wie zuvor Madelin und Longuet) zur liberal-konservativen Parti républicain (PR) des damaligen Staatspräsidenten Giscard d’Estaing, die zum bürgerlichen Parteienbündnis UDF gehörte. 1982 zog er für den Kanton Marseille-Mazargues in den Generalrat des Départements Bouches-du-Rhône ein. Im folgenden Jahr wurde er auch in den Stadtrat von Marseille gewählt und wurde Bürgermeister des 5. Sektors der Stadt, der das 9. und 10. Arrondissement umfasst. 
Im Juni 1988 kandidierte er erfolgreich für die Nationalversammlung. Sein Mandat wurde jedoch am 26. November desselben Jahres vom Conseil constitutionnel für ungültig erklärt und Teissier musste die Nationalversammlung zugunsten von Bernard Tapie verlassen. 1993 gelang ihm erneut die Wahl ins Parlament, 1997 wurde er wiedergewählt. Im Parlament wurde ihm besondere Zuständigkeit für nationale Sicherheits- und Verteidigungsfragen zuteil. Die PR benannte sich unter Führung Alain Madelins in Démocratie libérale um, bevor sie 2002 in der Mitte-rechts-Sammelpartei UMP aufging. Bei den Wahlen 2002 erzielte Teissier mit 76 % der Stimmen das frankreichweit beste Wahlkreisergebnis. 2007 und 2012 wurde er wiedergewählt. Von 2002 bis 2012 hatte er den Vorsitz im Verteidigungsausschuss der Nationalversammlung.
Im August 2011 besuchte eine Gruppe von vier Abgeordneten unter Leitung von Teissier die nicht anerkannte, völkerrechtlich zu Aserbaidschan gehörende Republik Bergkarabach. Dort hielten sie Reden vor dem Parlament und wurden, weil die Reise ohne Genehmigung durch die aserbaidschanische Regierung geschah, zu unerwünschten Personen in Aserbaidschan erklärt. Teissier zählte Ende November 2012 zu rund 70 Abgeordneten, die sich mit ihrem Anführer François Fillon von der UMP-Fraktion im Parlament abspalteten und eine eigene Fraktion unter dem Namen R-UMP gründeten. Beide Fraktionen vereinigten sich Anfang 2013 wieder. Von 2012 bis 2022 war Teissier Mitglied und von 2017 bis 2022 stellvertretender Vorsitzender der französischen Delegation in der Parlamentarischen Versammlung der OSZE.
Teissier war von 2008 bis 2013 Präsident des Stadterneuerungsprojekts Euroméditerranée, in dessen Rahmen brachliegende Hafen- und Lagergelände zu einem modernen Geschäftsviertel umgestaltet werden. Von 2014 bis 2017 war Teissier Vorsitzender des Gemeindeverbandes Communauté urbaine Marseille Provence Métropole, der seit 2016 Bestandteil der größeren Métropole d’Aix-Marseille-Provence ist. Nach der Kommunalwahl in Marseille 2020 zog die Spitzenkandidatin der Mitte-rechts-Liste Martine Vassal ihre Bürgermeisterkandidatur zugunsten Teissiers zurück. Im Stadtrat gab es keine klare Mehrheit, Teissier unterlag schließlich im zweiten Wahlgang Michèle Rubirola vom Bündnis der Grünen und Linken. Bei der französischen Parlamentswahl 2022 trat Teissier nicht mehr an. Zu seinem Nachfolger wurde sein Parteikollege Lionel Royer-Perreaut gewählt, der Teissier bereits 2014 als Bezirksbürgermeister des 9. und 10. Arrondissements von Marseille „beerbt“ hatte.

## Sonstiges
Teissier ist verheiratet und Vater von zwei Kindern. Er ist Träger des Ordre national du Mérite auf dem Rang eines Ritters. Außerdem ist er Träger der René-Cassin-Medaille. Neben seiner politischen Tätigkeit ist er Präsident einer Interessensgruppe für die Calanques bei Marseille, die 2011 zum Nationalpark erklärt wurden.